# Nous aurons toute la mort pour dormir
Nous aurons toute la mort pour dormir es un documental franco-mauritano dirigido por Med Hondo, estrenado en 1977. 

## Sinopsis
Muestra la guerra del Sahara Occidental desde el punto de vista del bando del Frente Polisario. Los saharauis, hombres y mujeres, alzan la voz, pero también los presos marroquíes y mauritanos. A niños y adultos se les enseña a resistir con técnicas de guerra y el apoyo ideológico mediante la enseñanza de la historia del Sahara Occidental desde el punto de vista de Polisario y el nacionalismo saharaui.

## Producción
El documental, la tercera película de Med Hondo,  fue rodado durante 4 meses desde el 25 de diciembre de 1975 al 5 de marzo de 1976, los primeros años de la guerra del Sahara Occidental entre Frente Polisario contra Marruecos y Mauritania. La producción con convivió con los civiles saharauis en su exilio hacia Campos de Refugiados de Tinduf y con los militares de la RASD en el escenario de la guerra. La duración es de 1 hora 51 minutos. El formato original es de 35 mm.

## Ficha técnica
- Título: Nous aurons toute la mort pour dormir
- Producción: Med Hondo
- Guion: Med Hondo
- Fotografía: Jean Monsigny
- Montaje: Youcef Tobni, Hamid Djellouli, Med Hondo
- Compañía de producción: Les Films Soleil O
- País de origen: Francia  Mauritania
- Duración: 160 minutes
- Fecha de lanzamiento: Francia 23 de marzo de 1977

### Actores (voz en off)
- Jean-Baptiste Tiemélé
- Toto Bissainthe
- Marceline Alesse
- Ma Al Ainine

## Reconocimientos
- 1977: Premio de la OCIC (Office Catholique International du Cinéma) en la Berlinale[5]